# Paroplocephalus atriceps
Paroplocephalus atriceps là một loài rắn trong họ Rắn hổ. Loài này được Storr mô tả khoa học đầu tiên năm 1980.